# Vanka
Vanka es un cuento de Antón Chéjov. Fue publicado por primera vez el 25 de diciembre de 1886 en el periódico ruso Peterbúrgskaya gazeta.
Con este cuento Chéjov critica a la sociedad europea de la segunda mitad del siglo XIX, especialmente al maltrato y la marginalidad que sufrían muchos niños huérfanos en la época del autor.

## Argumento
Una Nochebuena ,Vanka Zhúkov (Vanka es el diminutivo de Iván), un niño huérfano de 9 años comienza a escribir una carta dirigida a su abuelo desde la casa del zapatero Aliajin en Moscú. En ella, Vanka le va contando las penurias que está pasando (el maltrato del zapatero, la miseria en la que vive, la soledad que siente...) y finalmente le ruega poder ir a vivir con él a su aldea.

## Referencias

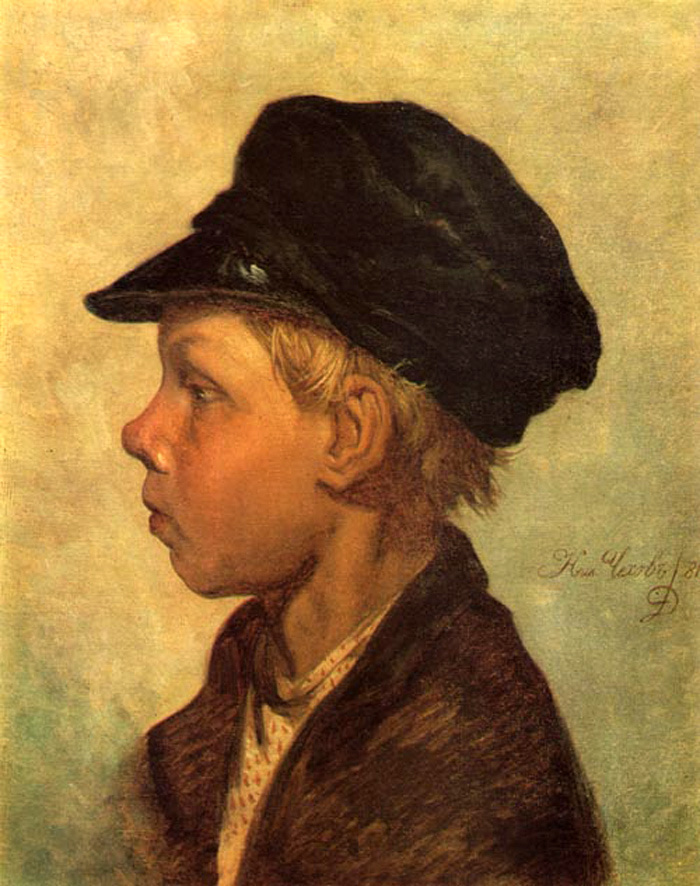
Niño campesino (Vanka Zhúkov) por Nikolái Chéjov (hermano de Antón)